# Smith (rendező)
Smith (スミス; 1975–) japán videóklip-rendező, aki a Takeuchi Entertainment Planning cég égisze alatt munkálkodik. 2000-ben állt rendezőnek, azóta már több, mint száz videó fűzhető a nevéhez.

## Jelentősebb munkái
- AAA
  - Call (2011)
- Aobozu
  - Coin Toss (2007)
- Asia Engineer
  - Boku ni dekiru koto no szubete (2009)[2]
- The Bawdies
  - A New Day is Comin’ (2011)
- Binecu Danji
  - Amai memai (2004)[3]
  - Namida Boy namida Girl (2005)[4]
- Captain Straydum
  - Lone Star (2007)[5]
  - Ningen nanimono!? (2008)[6]
  - Ai no kotoba (2008)
  - Vagamama csakku (2007)[5]
- The Cro-Magnons
  - Doszei ni jaszasiku (2006)[7]
- DJ Ozma
  - Age Age Every Night (2006)[7]
  - Dzsundzsó (szundzson) (2006)[7]
  - E.Yo.Ne!! (2007)
  - I Rave U (feat. DJ Ozma) (2008)[6]
  - Lie-Lie-Lie (2007)[5]
  - Masurao (2008)[6]
  - Ninkimono de ikó! (2008)[6]
  - One Night (2006)[7]
  - Sippú dzsinrai (inocsi Bom-Ba-Ye) (2007)[5]
  - Spiderman (2007)[5]
  - Roppongi cunderera (2008)[6]
- Fudzsiszawa Norimasza
  - Dattan-dzsin no odori (2008)[6]
- Fujifabric
  - Akakiiro no kinmokuszei (2004)[3]
  - Birthday (2006)[7]
  - Ginga (2005)[4]
  - Hanaja no muszume (2004)
  - Kageró (2004)[3]
  - Sugar!! (2009)[2]
  - Surfer King (2007)[5]
  - Szakura no kiszecu (2004)
  - Taifu (2004)[3]
  - Vakamono no szubete (Live Ver.) (2008)[6]
- Fumidó
  - Nakimusi no uta (2004)[3]
  - Nemurenu joru no hitori goto (2004)[3]
  - Kurakuson Live: Oniiszan motto ganbatte (2006)[7]
  - Rakuen vo mezasite (2005)[4]
- Funky Monkey Babys
  - Csippoke na júki (2007)[5]
- Gagaga SP
  - Bansú (2002)
  - Macuri no dzsunbi (2004)[3]
  - Vaszurerarenai hibi (2004)[3]
- Gevil
  - Dakara konja (2006)[7]
- Gollbetty
  - Snow Fall (2006)[7]
- Halcali
  - It’s Party Time! (2007)[5]
- Hige
  - Tequila! Tequila! (2010)[8]
- Ikimono-gakari
  - Joyful (2009)[2]
  - Varattetainda (2011)
- Itó Szeikó & Pomeranians
  - Check Mates (2008)[6]
- Jaida Hitomi
  - Go My Way (2006)[7]
  - Hacukoi (2006)[7]
  - Monochrome Letter (2004)[3]
- Japaharinet
  - Taikakuszen-dzsó no Aria (2005)[4]
- Jumiki Erino
  - Lost (2009)[2]
- Karijusi58
  - Anata no uta (2009)[2]
  - Nana (2008)[6]
  - Szajonara (2009)[2]
  - Tada hitocu dake cutaetai koto (2009)[2]
  - Ukuiuta (2008)[6]
- Kisidan
  - Aishite Night! (2010)[8]
  - Jumemiru koro vo szugitemo (2005)[4]
  - Kekkon tókon kousinkjoku „mabudacsi” (2004)[3]
  - Kiszarazu Sally (2010)[8]
  - Koibito (2002)
  - Omae dattanda (2009)[2]
  - One Night Carnival (Haradzsuku bódó Ver.) (2002)
  - Ore-tacsi ni va dojóbi sikanai (2005)[4]
  - Secret Love Story (Live Ver.) (2003)
  - Szajonara szekai (2009)[2]
  - You & Me Song (2005)[4]
  - Zaku (Japanolmania) (2004)
- Kodama Central Station
  - I Am Superstar (2007)[5]
- Kómoto Hiroto
  - Tengoku umare (2006)[7]
- Kuno Sindzsi
  - Portable Pop Music (2007)[5]
- The Mass Missile
  - Haikei (2005)[4]
  - Ima made nandomo (2004)[3]
  - Kimi ga i te kure te jokatta (2004)[3]
  - Kjókaso (2005)[4]
- Maximum the Hormone
  - Bu-ikikaeszu (2007)[5]
  - Cume Cume Cume (2008)
  - Koi no Mega Lover (2006)[7]
  - Zecubó Billy (2007)
- Mica 3 Chu
  - I Don’t Know (2008)[6]
- Mucc
  - Horizont (2006)[7]
- Nice Hasimoto
  - My Friend (2008)[6]
- Ócuka Ai
  - Do Positive (2008)[6]
- Plastic Love
  - Crazy (2008)[6]
  - True True Love (2008)[6]
- Salary Blend
  - Jaszasii hikari (2004)[3]
- Scandal
  - Love Survive (2011)
  - Pin Heel Surfer (2012)
- Serial TV Drama
  - Ai ga tomaranai (Turn It into Love) (2011)
- Simatani Hitomi
  - Neva Eva (2007)[5]
- Sónan no Kaze
  - Hare denszecu (2004)[3]
- Sónen Kamikaze
  - Alneo (2006)[7]
  - Colony (2006)[7]
  - Music Vibe .06 (feat DJ Shuho) (2006)[7]
  - Sakura re Capsule (2006)[7]
- South Blow
  - Stardust (2006)[7]
- Southern All Stars
  - Bohbo No.5 (2005)[4]
- Sparta Locals
  - Idol (2007)[5]
- Szakurazuka Jakkun
  - 1000% So zaku ne? (2006)[7]
  - Geki madzsi mukacuku (2006)[7]
- Takada Kozue
  - Himicu kicsi (2005)[4]
- The Telephones
  - Dance to the Telephones!!! (2009)[2]
  - Monkey Discooooooo (2009)[2]
- Tokio
  - NaNaNa (taijó nante irane) (2010)[8]
- Toutou
  - Hosi uranai no uta (2005)[4]
- Vijandeux
  - Burnin’ Darling (Koiseyo Danshi) (2009)[2]
- Zainicsi Funk
  - Kizu (2009)[2]
- Zukan
  - Haidzsi (2008)[6]
  - Sain (2008)[6]